# Johann von Staupitz
Johann von Staupitz, né vers 1460 à Motterwitz et mort le 28 décembre 1524 à Salzbourg, est un théologien et professeur d'université saxon, vicaire général de l'ordre des Augustins en Allemagne et supérieur de Martin Luther à un tournant de sa vie spirituelle. Il fut considéré comme ayant eu une grande influence sur Luther, et sur la Réforme protestante. Le calendrier des saints de l'Église luthérienne le fête le 8 novembre.

## Biographie
Issu d'une ancienne famille saxonne d'origine tchèque, il est accepté dans l'ordre des frères augustins à Munich avant d'être affecté à Tübingen où il est promu au rang de prieur. En 1500, Staupitz devient docteur en théologie et en 1503, il est élu au poste de vicaire général de la congrégation allemande des Augustins. Il est également nommé doyen de la faculté de théologie de la nouvelle Université de Wittemberg lors de sa fondation en 1502. En 1512, alors qu'il est dans la cinquantaine, Staupitz démissionne  de son poste de professeur et déménage dans le sud de l'Allemagne, puis il quitte officiellement son poste de vicaire en 1520. En 1522, il accepte une offre des bénédictins l'invitant à se joindre à leur ordre et devient abbé de Saint-Pierre de Salzbourg.
En tant que supérieur augustin, Staupitz rencontre Martin Luther pour la première fois à Erfurt en avril 1506. Le jeune moine en proie à une angoisse spirituelle persistante se confie plusieurs fois à Staupitz, son confesseur. Celui-ci apaise Luther en attirant son attention sur le salut par la grâce et par le sang du Christ : « ceux qui veulent discuter de la prédestination [...] devraient commencer par songer aux plaies du Christ [...] car Dieu a destiné son fils à souffrir pour les pécheurs ». Et il ajoute : « il n'y a de repentance véritable que celle qui commence par l'amour de la justice et de Dieu ».
Il commande aussi à Luther de reprendre ses études à l'université de Wittemberg.
Staupitz perçoit les récriminations de Luther comme des objections contre les abus cléricaux, plutôt que comme des différends fondamentaux sur le dogme. En 1518, il libère  Martin Luther de son devoir d'obéissance, préservant ainsi la réputation de l'ordre des Augustins tout en donnant au moine la liberté d'agir. Staupitz n'a jamais quitté l'Église catholique, mais il n'a jamais désavoué Luther. 
Staupitz a écrit des ouvrages théologiques sur les thèmes de la prédestination, de la foi et de l'amour. En 1559, le pape Paul IV mit ces ouvrages à l'Index des livres interdits, les considérant comme peut-être compromis par les relations amicales de Staupitz avec Luther.

## Source
- (en) Cet article est partiellement ou en totalité issu de l’article de Wikipédia en anglais intitulé « Johann von Staupitz » (voir la liste des auteurs).